# Eikenella corrodens
Eikenella corrodens es una especie de bacteria gramnegativa de la familia Neisseriaceae. Fue descrita por primera vez por Jackson y Goodman en 1972.
De forma bacilar y metabolismo anaerobio facultativo, se puede cultivar en medios como agar sangre y agar chocolate en un ambiente rico en dióxido de carbono, pero crece lentamente.
Aunque forma parte de la microbiota normal de la boca y el tracto respiratorio superior, también es capaz de provocar infecciones, muchas veces polimicrobianas junto con estreptococos. Forma parte del grupo HACEK, una serie de microorganismos con tendencia a provocar endocarditis y con necesidades complejas a la hora de ser cultivados. También se ha detectado en infecciones de cabeza y cuello y del aparato respiratorio, además de en abscesos, osteomielitis y celulitis. Es sensible a antibióticos betalactámicos, incluida la penicilina.